# Schlacht von Polesella (1509)
Die Schlacht von Polesella war eine Seeschlacht, die am 22. Dezember 1509 von der Liga von Cambrai am Po im Abschnitt zwischen Polesella und Guarda Veneta ausgetragen wurde. Die Landstreitkräfte des Herzogtums Ferrara kämpften gegen die Seestreitkräfte der Republik Venedig und endete mit einem überwältigenden Sieg der Ferrareser, die die venezianische Flotte fast vollständig versenkten und die verbliebenen Schiffe kaperten. Die Entwicklung der Artillerie und die vernichtende venezianische Niederlage führten dazu, dass nach der Schlacht von Polesella auf dem Po und den großen Oberitalienischen Flüssen keine Flussflotten mehr eingesetzt wurden.

## Hintergrund

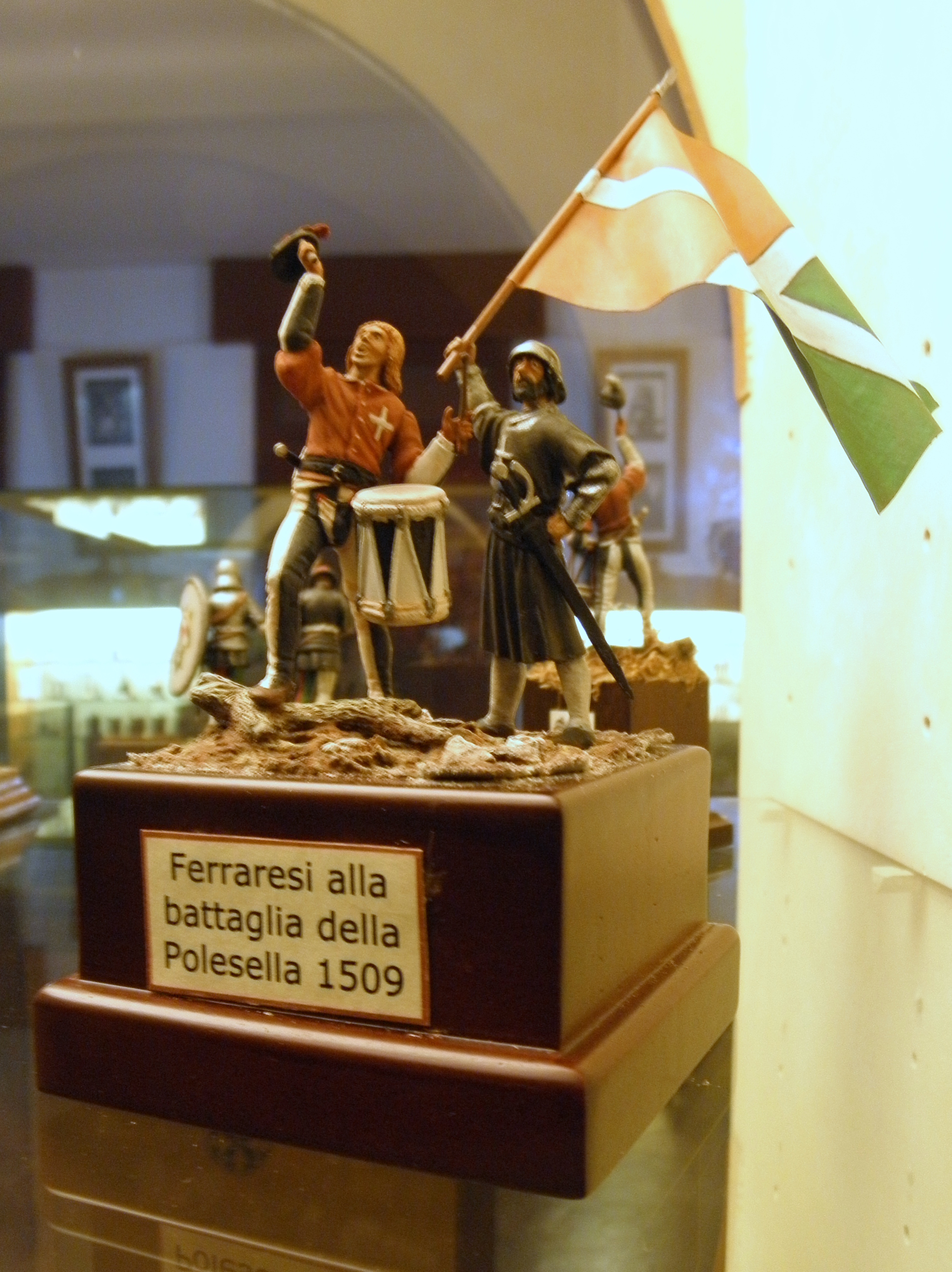
Voghiera, Museo del modellismo storico: kleines diorama der Soldaten des Herzogtums Ferrara zur Zeit der Schlacht.

Ende November 1509 hatte die Republik Venedig die Rückeroberung Venetiens fast abgeschlossen und besetzten Montagnana,
Este und Polesine Rovigo, deren Besitz dem Herzogtum Ferrara während des Feldzugs der Liga von Cambrai entrissen worden war. Sie beschloss daraufhin, aus Wut über die Exzesse der Ferrareser Besatzung, eine Strafexpedition gegen das Herzogtum zu schicken, das nun allein den Armeen der Serenissima gegenüberstand. Nach Ansicht des venezianischen Senats war Herzog Alfonso I. d’Este mit seinen Gebietsansprüchen auf die Burgen von Este und Montagnana zu weit gegangen und seine Truppen hatten während der Besatzung die Ländereien von Polesine geplündert und maßlos zerstört.
Unter dem Kommando von Angelo Trevisan segelte die aus 17 Galeeren und einer unbestimmten Anzahl anderer Schiffe bestehenden Flotte, unterstützt von einer leichten Kavallerie am linken Ufer, den Po hinauf und plünderte das Herzogtum von Corbola bis Ficarolo. In Pontelagoscuro angekommen konnten sie das Sperrfeuer der berühmten Ferrareser Artillerie nicht überwinden, so dass sie im Flussabschnitt zwischen Polesella und Guarda Veneta anlegten.
Um die Position zu schützen, bauten die Venezianer auf der Insel „Giaron“ zwei Bastionen, eine auf jedem Ufer des Po, während sie auf die Infanterie und den richtigen Moment für einen Angriff auf die Stadt Ferrara warteten. Die venezianische Verstärkung traf jedoch nicht ein, vielmehr wurde die unterstützende Kavallerie abgezogen, um Vicenza zu verteidigen, das von einer französischen Garnison in Verona bedroht wurde.
Am 30. November griff die Armee von Ferrara, angeführt von Alfonso I. d’Este und Ippolito d’Este, die Bastion an, wurde jedoch von der spanischen Infanterie und den Galeerensträflingen, die sie bewachten, zurückgeschlagen. Auch der zweite Angriff war nicht erfolgreich und es gab viele Tote und Verwundete auf beiden Seiten, darunter Ippolito d’Este, dem ein Pfeil in den Hals geschossen wurde, und Ercole di Sora, der von den Sträflingen gefangen genommen und enthauptet wurde. Am 3. Dezember gab Trevisan den Befehl vor der Bastion von Polesella eine Brücke über den Po, unter Verwendung von 11 der dort vorhandenen Galeeren zu bauen, da er den Bau einer zweiten Bastion am Ufer von Ferrara plante. Am nächsten Tag zogen etwa 50 Stradiotti unter dem Kommando von Andrea Zivran in Richtung Francolino um es zu plündern, aber sie trafen auf eine Vorhut aus etwa der gleichen Anzahl von Ferrareser Reitern. In dem Scharmützel fielen etwas 15 Feinde und 3 wurden Gefangen genommen. Trevisan drohte sie zu hängen und sie verrieten, von wie vielen und von welchen Männern Ferrara verteidigt wurde und dass ein Teil der Einwohner aus Angst vor den Venezianern geflohen war und die Geschäfte aus dem gleichen Grund seit Tagen nicht geöffnet hatten.
Am 6. Dezember brachte sich Marco Antonio Contarini mit seiner Flotte vor Comacchio in Stellung. Die Verteidiger, bestehend aus ca. 250 Einheimischen und 200 Söldnern, flohen und das Dorf war somit gezwungen sich zu ergeben. Den Venezianern fiel Fisch, Wein und Salz im Wert von mindestens 7.000 Dukaten in die Hände, sie setzten 250 Häuser in Brand und zerstörten die Lagerhäuser. Am 8. Dezember wurde die mit den Galeeren errichtete Brücke durch eine Brücke aus Booten und Kähnen ersetzt, damit die Schiffe für eventuelle Operationen auf dem Fluss eingesetzt werden konnten. Am nächsten Tag begann die Armee von Ferrara, Artillerie über den Po bei Ficarolo zu transportieren, und um die Venezianer abzulenken, wurden 300 Reiter gegen die Bastion von Polesella geschickt.
Am 14. Dezember erhielt Trevisan die Information, dass die Ferrareser in der Nähe von Francolino eine aus 16 Booten bestehende Brücke vorbereiteten. Sein Versuch 4 Boote zum Brandlegen zu schicken wurde durch die starken Regenfälle vereitelt, die den Pegel des Po erheblich ansteigen ließen, der bis wenige Tage zuvor nicht mehr als 6 Fuß tief war. Zwei Tage später unternahmen etwa 400 Ritter aus Ferrara unter der Führung von Ludovico I. Pico einen Überfall auf Ariano nel Polesine. Bei der Rückkehr von der Operation wurde der Kommandant von einem Falkonett im Gesicht getroffen und war sofort tot.

## Kämpfe

Battista Dossi, Alfonso I d’Este, 1534–1536, Modena, Galleria Estense. Im Hintergrund der große Sieg des Herzogs von Ferrara bei Polesella

Herzog Alfonso I. d’Este und sein Bruder, Kardinal Ippolito d’Este, kannten den Fluss und das Gebiet gut und nutzten dieses Wissen zu ihrem Vorteil, indem sie ein bevorstehendes Hochwasser genau vorhersagten. Am 21. Dezember, dem Tag vor der vorhergesagten Überschwemmung, übernahm der Kardinal das Kommando über das Heer und griff die Bastion am rechten Ufer an. Die nun dezimierten venezianischen Streitkräfte gaben nach und zogen sich zurück, wodurch es den Ferraresern möglich war, den Damm zu befestigen.
In der Nacht vom 21. auf den 22. Dezember wurde die Artillerie im Schutz der Befestigungen aufgestellt und die Flut erwartet, um die Kiele der Boote auf Feuerhöhe zu bringen. Im Morgengrauen wurde das Feuer eröffnet. Die venezianische Flotte wurde überrumpelt und in dem darauf folgenden Chaos sanken viele Schiffe und einige wurden gekapert. Die Soldaten und Matrosen, die versuchten im Wasser zu entkommen, wurden gefangen genommen und ohne Gnade erschossen oder getötet, sobald sie trockenes Land erreichten. Es war mehr ein Massaker als eine Schlacht.

## Konsequenzen
Die Ferrareser erbeuteten 15 Galeeren, mehrere andere Schiffe und 60 Flaggen. Die Venezianer verloren 2.000 Männer, die getötet wurden, in ihren Schiffen verbrannten oder ertranken.
Angelo Trevisan, Kommandant der venezianischen Flotte, konnte entkommen, aber seine Galeere sank nach 5 km. Nach Venedig zurückgekehrt, wurde er wegen „Fehlverhaltens und Fahrlässigkeit“ angeklagt.
Als Herzog Alfonso I. d’Este 5 Tage später nach Ferrara zurückkehrte, empfing ihn seine Gemahlin Lucrezia Borgia mit ihren Ehrenmädchen, dem Hofstaat und der festlichen Bevölkerung.

## Epilog
Das siegreiche Heer eroberte daraufhin auch Comacchio ohne Blutvergießen zurück, da sich die venezianischen Schiffe vor der Ankunft der Ferrareser zurückzogen.
Das venezianische Vordringen in das Herzogtum Ferrara wurde damit gestoppt und die Grenzen wieder auf die durch den Vertrag von Bagnolo im Jahr 1484 gezogenen festgelegt.
Die in der Schlacht von Polesella erbeuteten Schiffe wurden später von Herzog Alfonso I. an die Republik Venedig zurückgegeben, als sich die Ferraresi und die Venezianer in der Endphase der Kriege der Liga von Cambrai verbündet hatten.